# 交響曲第3番 (ハチャトゥリアン)
交響曲第3番ハ長調「シンフォニー・ポエム」作品67（Симфония № 3 «Симфония-поэма»、Symphony No.3 "Symphony-Poem" ）は、ソビエト連邦の作曲家、アラム・ハチャトゥリアンが1947年に作曲した交響曲。演奏時間は約25分。
初演は1947年12月13日、ムラヴィンスキー指揮レニングラード・フィルにて行われた。

## 曲の構成
- 単一楽章形式　Allegro moderato,maestoso - Allegro - Andante sostenuto - Maestoso - Tempo I

ロシア革命30周年記念のために書かれた曲。タムタムのロールと弦楽器のH音に導かれたトランペットのファンファーレで始まり、それに続くオルガンのトッカータ（独奏）にトランペットが絡みつく。静かになると弦楽器の民族的旋律になるが、最後はまた金管楽器の暴力的な旋律で幕を閉じる。
オルガンのトッカータは長く、あまりにも難易度が高すぎるので、しばしば短縮されて演奏される。

## 楽器構成
フルート2、ピッコロ1、オーボエ2、コーラングレ1、クラリネット2 in B、ファゴット2、ホルン4 in F、トランペット3 in B、トロンボーン3、チューバ1、ティンパニ、スネア・ドラム、シンバル、大太鼓、タムタム、ハープ、弦五部、ソロトランペット15、オルガン
その編成の大きさから、地方で演奏できないと当時の共産党に怒られたという逸話もある。